# Pětiměstí
Pětiměstí je volné sdružení pěti českých a německých (saských) obcí a měst, které v době vzniku tvořily Šluknov a Jiříkov na české straně a Neusalza-Spremberg, Friedersdorf a Oppach na straně saské. Jejich katastry vzájemně sousedí a rozděluje je jen státní hranice mezi Českou republikou a Spolkovou republikou Německo. Společné území leží na severu Šluknovského výběžku v okrese Děčín a v části Horní Lužice, v dnešním kraji Görlitz (Zhořelec).
V roce 2008 se stal Friedersdorf částí města Neusalza-Spremberg a v Pětiměstí tak vzniklo jedno volné místo. To bylo nabídnuto Sohlandu nad Sprévou a na společné akci Hudba spojuje byl podepsán veřejný dokument vyjadřující vůli ke vzájemné spolupráci mezi všemi zúčastněnými městy. Starostu Sohlandu stálo zápisné 20 €, a to za pivo pro všechny starosty.
Na začátku roku 2012 byla na zámku ve Šluknově pokřtěna brožurka Kronika Pětiměstí, která shrnuje prvních 10 let tohoto sdružení.

## Akce konané Pětiměstím
- Hudba spojuje – každoroční neformální setkání starostů a obyvatel měst Pětiměstí, konané 50 dní po Velikonocích na Jitrovníku.